# Sfäriskt ledlager

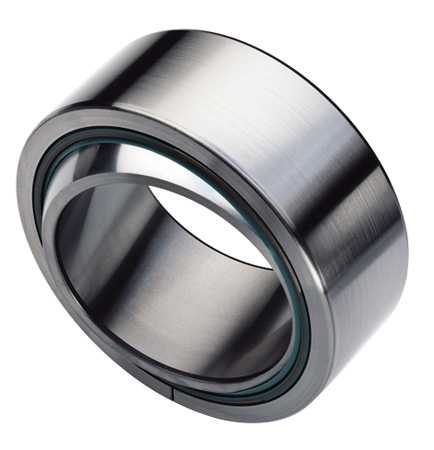
Sfäriskt ledlager

Sfärsikt ledlager är ett lager som tillåter vinkelrotation kring en central punkt i två vinkelräta riktningar där vanligtvis en av riktningarna har en begränsad vinkel beroende på lagrets geometri. 

## Konstruktion
Ledlager kan använda sig av mekanisk alternativt hydrostatisk konstruktion, i det ena fallet tas lasten upp genom mekanisk kontakt och i det andra tas lasten upp av en vätskefilm. Ett sfäriskt lager glider mot varandra antingen med hjälp av smörjmedel, ett underhållsfritt ytskikt (vanligen PTFE eller rostfritt) eller rullande element exempelvis en rad av kullager vilket minskar friktionen mellan delarna. Den typiska användningen är att lagret stödjer en roterande axel som är placerad i centrum på lagrets inre ring, där den inre ringen kan rotera i axelns rotationsriktning utan hinder samt hantera vissa förändringar av vinkeln. Detta gör att lagret passar i applikationer som har en axel som av olika anledningar kan ha en viss grad av vinkel eller är snedvriden under kortare stunder. 
Fördelen med sfäriska ledlager i jämförelse med raka kullager är att de är konstruerade för att hantera axiell last.